# Awaryjny Hologram Medyczny
Awaryjny Hologram Medyczny AK-1 Diagnostyczny i chirurgiczny podprogram Omega 323 (ang. Emergency Medical Holographic Program AK-1 Diagnostic and Surgical Subroutine Omega 323) – fikcyjny program komputerowy, pierwsza wersja Awaryjnego Hologramu Medycznego wprowadzonego przez Gwiezdną Flotę. Posiada wiedzę medyczną kultur wchodzących w skład Federacji. Dysponuje 5 milionami zaprogramowanych procedur medycznych. Dzięki umiejętności uczenia się i kreatywnego myślenia jest w stanie zaadaptować się do nowych sytuacji. Pierwotnie został zaprojektowany do pełnienia swoje funkcji przez 1500 godzin, po upływie których jego matryca danych ulega dezintegracji.
Wyjątkowym i jedynym w swoim rodzaju Awaryjnym Hologramem Medycznym Mk-1 jest AHM zwany Doktorem, znajdujący się na pokładzie statku USS Voyager. Zmuszony do pełnienia swojej funkcji przez długie lata, przekroczył założenia swoich twórców, rozwijając swoją osobowość, zainteresowania i umiejętności, stał się pełnoprawnym członkiem załogi okrętu. W odcinkach S07E16-17 Workforce został zmieniony w ECM (Emergency Command Hologram) i objął funkcje dowódcze (czerwony mundur dowódcy, ale bez insygni).  Odtwórcą jego roli jest Robert Picardo. W polskim dubbingu wystąpił Włodzimierz Press.
Pojawił się również epizodycznie w filmie Star Trek: Pierwszy kontakt (jako inna wersja programu - na pokładzie Enterprise-E).